# 키루스 2세
키루스 2세 보졸그(고대 페르시아어: 𐎤𐎢𐎽𐎢𐏁, 페르시아어: کوروش دوم بزرگ, Kurosch-e bozorg)는 테이스페스(Teispes)의 증손자이며 키루스 1세의 손자이자 캄비세스 1세의 아들이며 샤한샤이다. 그는 이란인들에게 건국의 아버지로 알려져있다. 성경에도 키루스왕의 기록이 있다. 개신교에서 사용하는 성경에는 고레스 왕으로 되어 있다. 그가 태어나기 230여년 전, 남유다 왕국의 선지자 이사야에 의해 그 이름과 사역이 예언되었다.
페르시아인의 지도자로서, 그가 다스리는 동안 페르시아는 서남아시아, 중앙아시아의 대부분을 정복하고 인도에 이르는 대제국으로 성장하였다. 29년 동안 통치하면서 메디아, 신 바빌로니아, 리디아를 굴복시켰다.

## 어원
키루스라는 이름은 고대 문서 곳곳에서 다양한 언어로 발견된다. 고대 그리스의 역사학자인 크테시아스와 플루타르크는 키루스라는 이름이 태양을 뜻하는 “쿠로스”에서 유래한다고 기록했다. 고대 페르시아에서 “태양과 같다”는 말은 “코르 (태양)+바시 (같다)”라고 쓸 수 있다는 것과 관련해서 설명했다.
이 점은 고대 페르시아의 전설적인 첫 왕 잠시드의 “시드”가 태양을 뜻한다는 점에 견주어 볼 수 있다.
페르시아어에서 고레스는 کوروش /kʰuːˈɾoʃ/라고 쓰고, 성서 히브리어에서는 고레스 (כורש)라고 쓴다.

## 생애

### 유년기
키루스는 기원전 576년 또는 기원전 590년경에 페르시아족 출신의 안산의 왕 캄비세스 1세와 메디아의 국왕인 아스티아게스의 딸인 만다네 사이의 외아들로 태어났다. 메디아 왕 아스티아게스에게 아들이 없어 어머니 만다네가 왕위를 이을 유력한 후계자라 메디아 왕족 가운데서도 매우 귀한 왕손이었으나 정작 국왕인 외조부 아스티아게스에게 심하게 박대를 받아 어린 시절에는 목동 밑에서 목동처럼 자라다가 10세가 되어서야 간신히 친부모에게 돌아갈 수 있었다고 한다.
그 이유를 두고 전설에 따르면 아스티아게스가 키루스가 자신의 왕위를 찬탈하는 걸 두려워해 박대했다고 한다. 어머니 만다네가 결혼 전 꿈에서 소변을 보다가 소변이 아시아를 뒤덮는 걸 봤고 이후 키루스를 임신했을 땐 또 만다네가 다리 사이에서 포도나무가 자라 아시아를 뒤덮는 꿈을 꾸었다. 외할아버지 아스티아게스가 마고스(메디아의 사제)를 불러 이를 해몽해 보니 만다네가 낳을 외손자가 외조부인 자신을 몰아내고 왕이 된다는 해몽을 들었고, 이 해몽이 두려웠던 아스티아게스는 만다네의 출산이 임박하자 제정 업무를 하던 하르파고스를 불러 외손자의 살해를 지시한다. 이윽고 키루스가 태어나고 하르파고스는 왕의 지시에 따라 자기 집에 몰래 데려왔으나, 왕의 지시였지만 어린아이를 살해한다는 것과 혹시나 만다네가 왕위에 올라 아들에 대한 보복을 하진 않을까 두려워 이 일을 다른 이에게 넘기기로 했다. 그리고 아스티아게스의 목동 중 미트라다테스에게 키루스를 산속에 버려 죽게 하라고 지시를 내린다. 그러나 미트라다테스도 어린아이를 죽이기가 마음에 걸리기는 한 가지였고 아내 스파코가 키루스를 살려줄 것을 간청하자 마침 스파코가 사산했던 아이를 대신 산에 버리고 키루스는 목동의 아들로 숨겨 키운다. 그리고 목동의 아들로 자란 키루스가 10살이 되던 해 키루스는 친구들과 "왕과 신하" 놀이를 하던 중 키루스가 왕으로 뽑혔는데 친구들 가운데에는 메디아의 귀족출신 아이가 있었고 자신은 놀이라도 목동인 키루를 왕으로 섬길 수 없다고 하자 키루스는 귀족 아이와 싸워 때리게 된다. 얻어맞은 귀족 아이는 아버지 아르템바레스에게 목동 아들에게 맞은 것을 말하고, 아르템바레스는 목동들의 주인인 국왕 아스티아게스에게 이 사실을 고했고, 아스티아게스는 귀족 아이를 때린 목동 아이 키루스와 그 (양)아버지 미트라다테스를 불러 추궁한다. 그러나 키루스는 국왕 앞에서 당당히 항변했고 그런 기개 당한한 모습을 유심히 지켜보던 아스티아게스는 그 목동 아이가 10년 전에 죽인 줄 알았던 외손자가 혹 아닐까 느껴 목동 미트라다테스와 신하 하르파고스를 심문했고 결국 아스티아게스는 그 목동 아이가 자기 외손자임을 알게 된다. 심문 후 아스티아게스는 자신을 속인 하르파고스의 아들을 죽여 처벌한 뒤 이어 마고스(사제)들을 불러 다시 키루스의 처분을 물었고 마고스들은 키루스가 놀이에서라도 왕이 되었으니 더 이상 키루스는 아스티아게스의 왕위를 위협하지 않을 것이라고 예언했다. 이에 안심한 아스티아게스는 키루스를 친부모가 있던 페르시아로 보냈다.
구약성경에서는 키루스가 히브리어 발음에 의해 바사왕 고레스로 기록되어 유대민족의 70년 포로생활을 끝내는데 사용된 왕으로 등장한다.

### 메디아의 정복
키루스는 성년이 되자 외할아버지 아스티아게스에게 반란을 준비한다. 키루스는 기원전 554년, 아스티아게스에게 대항해 반란을 일으켜 메디아와의 전쟁을 시작했다. 이후 키루스는 아스티아게스에게 아들을 잃은 하르파고스의 도움을 받은 끝에 기원전 549년 엑바타나를 정복함으로써 메디아 제국을 정복하였다. 키루스는 나라의 이름을 메디아에서 페르시아로 바꾸었다. 아케메네스 제국의 시작인 셈이다.

### 리디아의 정복
메디아의 정복이후 리디아의 왕 크로이수스와 전쟁이 벌어졌다. 리디아가 먼저 페르시아의 도시를 공격했다. 키루스는 먼저 리디아 서쪽에 있는 이오니아 국가들에 리디아에게 반기를 들라고 제안했으나 거절당하자 리디아로 진격하여 들어갔다. 그는 가는 곳마다 승리로 이끌었고 마침내 기원전 547년경 리디아의 수도 사르디스까지 진군했다. 키루스는 하르파구스의 조언으로 낙타부대를 전면에 배치하는 전략을 구사하였는데 이로써 낙타냄새에 익숙하지 않은 리디아 기병을 효과적으로 물리칠 수 있었다고 한다. 기원전 546년 리디아 왕 크로이수스는 대패하였고 사르디스는 함락되었다. 헤로도토스의 기록에는 키루스가 크로이수스를 살려주고 계속 참모로 데리고 다녔다고 하는데 다른 기록에는 처형당한 것으로 되어있다. 리디아 왕의 신하국이던 에게해 해안의 그리스계 이오니아 도시들 또한 키루스에게 복속되었는데 이 도시들의 성벽을 공격할 때 공성전에는 이때까지 그리스인들이 알지 못했던 토목공사를 이용한 공격이 이루어졌다고 한다. 대략 기원전 542년까지 이 도시들은 페르시아에게 복속되었다.
한편 설화에 따르면 키루스는 리디아 정복 직후 크로이소스에게 대국이 망한다는 신탁을 주어 전쟁을 일으키게 만든 델포이에게 크로이소스를 묶었던 족쇄를 공물로 바치며 엉터리 신탁으로 전쟁을 부추긴 것을 조롱하자, 델포이의 신녀들은 크로이소스는 누가 멸망할 것인지를 묻지 않았으며, 원래 선조의 왕위강탈로 멸망할 운명을 아폴론을 잘섬겨서 몇 년간 늦췄다고 변명을 했다고 한다.(1권 90~91장)

### 신바빌로니아의 정복
기원전 539년 키루스의 군대는 신바빌로니아의 왕 나보니두스에 대한 백성들의 불만을 구실로 구바루 장군을 지휘관으로 삼아 바빌로니아를 침략했다. 이 원정은 비교적 별다른 저항 없이 같은 해 10월 당시 고대 세계최대의 도시이자 바빌로니아의 수도인 바빌론의 함락으로 끝났다. 많은 바빌로니아 사람들이 나보니두스에게 등을 돌렸기 때문에 키루스의 정복은 신속하고 저항없이 이루어졌다. 신바빌로니아는 키루스에게 정복당하기 전 바빌로니아를 비롯하여 팔레스타인의 유다 왕국과 시리아 왕국등 많은 왕국들을 지배하고 있었는데 이제는 키루스의 수중에 떨어졌다.
이때부터 키루스 2세는 자신을 "바빌론의 왕, 수메르와 아카드의 왕, 세계의 사면의 왕"으로 칭했다.
키루스 2세는 그의 특유의 관용정책으로 바빌론에 잡혀와있던 유대인을 해방시켜 예루살렘으로 돌아가게 하고 유대인의 신성한 예루살렘 성전을 짓도록 허락했다.

### 죽음과 후계
고대의 역사가들에 따르면 키루스는 카스피해 동쪽 중앙아시아의 유목민과 벌어진 전투에서 전사한 것으로 나온다. 헤로도토스에 따르면 키루스는 조언자의 조언을 무시하고 동쪽으로 진군해 마사게타이족이라고 하는 유목민족과의 격렬한 싸움에서 전사했다고 하는데 마사게타이족을 이끄는 여왕이 자신의 아들이 키루스에게 죽자 그에 대한 복수로 키루스를 공격했고 결국 키루스는 전투 중 전사했다.
기록에 따르면 키루스의 죽음은 기원전 530년 8월경이라고 한다. 죽은후 키루스의 시신은 파사르가다에로 옮겨져 성대하게 장사지냈고 그의 아들 캄비세스 2세가 뒤를 이어 황제가 되었다. 파사르가다에는 폐허가 되었지만 그의 무덤은 아직도 현존하고 있다.
캄비세스 2세는 아버지의 확장정책을 계승해 이집트를 복속하는 데 성공했으나 7년 만에 죽었고, 키루스의 집권 이전에 페르시아를 통치한 아르사메스의 손자인 다리우스 1세가 캄비세스 2세의 사후 혼란을 수습하고 강력한 황제로 등장했다.

## 저술 속의 키루스

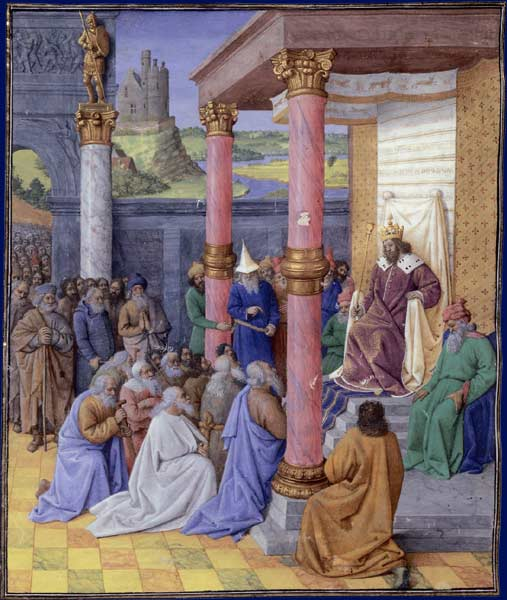
바빌로니아에 잡혀 있던 유대인을 해방하는 키루스 2세

키루스는 종교적 관용과 다른 민족에 대한 배려가 뛰어난 관대한 군주로 알려져 있다. 구약성경 에스라(공동번역 에즈라)(1:1~4)에는 "고레스"로 나오는데 바빌론 유수로 바빌로니아에 잡혀있던 유대인들을 해방시키고 예루살렘으로 돌아가 예루살렘 성전(제2성전)을 세울 수 있도록 하였다고 기록되어 있다. 구약성경 이사야(45:1~4)에도 등장하는데, "나 여호와는 나의 기름 받은 고레스의 오른손을 잡고 열국으로 그 앞에 항복하게 하며 열왕의 허리를 풀며 성 문을 그 앞에 열어서 닫지 못하게 하리라"라는 구절을 통해서 키루스를 움직여 여러 나라를 정복한 분이 이스라엘의 하나님이시고 키루스로 하여금 이스라엘 백성을 해방하게 한 것이라고 기록되어 있는 것이다.
키루스는 메소포타미아 지방은 물론이고 그리스에서도 이상적인 군주이자 자비로운 대왕으로 존경을 받았는데 크세노폰등 많은 그리스인들이 그를 군주의 모범으로 묘사하고 있다. 어린 시절 할아버지인 메디아 황제 아스티아게스로부터 고난을 받아 양치기에게 길러졌으며 폭군인 외할아버지를 타도하고 대 제국을 세운 그의 일대기는 전형적인 영웅신화로 각색되어있다. 그러나 크세노폰은 저서 《키루스의 교육》에서 그가 그의 외삼촌이자 아스티아게스의 아들인 키악사레스에게서 메디아의 왕위를 물려받은 것으로 서술하였다. 이는 그가 정통성을 물려받은 군주라는 점을 강조하기 위해 키루스의 이야기를 크세노폰의 가치관에 따라 변화시켰기 때문인 것 같다.
그의 통치기간 동안 그는 다민족국가인 페르시아 대제국의 융화를 위해 종교적 관용정책과 포용정책을 표방했으며 피정복민들에게서 기꺼이 배우는 자세를 취했다. 정부형태와 통치방식에서도 다른 민족의 것을 차용하여 그것을 새로운 제국에 맞게 응용했는데 이것이 그의 뒤를 이은 다리우스 1세등에게까지 전해져서 페르시아 제국의 문화와 문명을 형성해내는 데 큰 역할을 하였다.
고전 그리스 시대의 저술 《키루스의 교육》은 근대에 이르기까지 널리 읽혔기 때문에, 크세노폰에 의해 다시 서술된 그의 일대기는 근대에까지 큰 영향을 끼쳐왔다. 근대에 와서도 키루스는 마키아벨리에 의해 자신의 실력, 즉 무력으로 군주가 되었던 군주의 전형적인 사례로 인용된 바 있다.
키루스 리더십에 대한 저서도 한국에 출판될 정도로 키루스에 대한 관심도가 높아지는 상황이다.

## 설화 속의 키루스
이슬람의 전승에 의하면 다니엘이 키루스의 외삼촌이라고 한다(성경의 다니엘서에 나오는 다니엘이 외삼촌이라면 위에 설명한 외할아버지인 아스티아게스와의 관계도 앞뒤가 맞지 않는 거짓이된다. 그러므로 이슬람의 전승은 사실이 아니다).

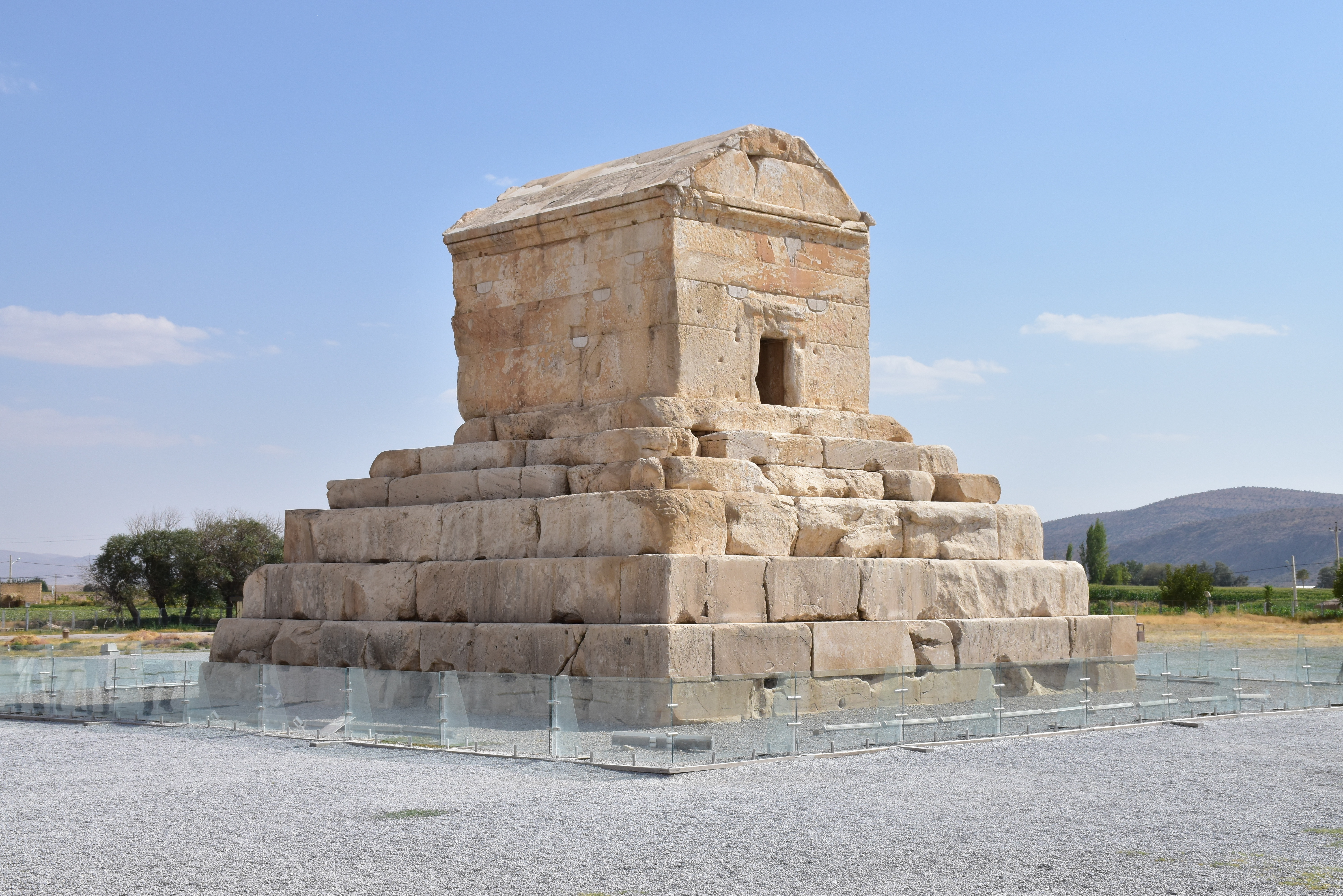
파사르가다에에 남아있는 키루스 대제의 무덤, 유네스코 세계문화유산

## 키루스의 유산
- 키루스에 대한 내용으로 가장 유명한 것은 파사르가다에에 있는 키루스 대제의 무덤이다. 유네스코 세계문화유산에 등재되어 있다.
- 노예제도를 금한 최초의 인권선언이라고 알려져 있는 키루스실린더가 대영박물관 52호실에 보관되어 있다.
- 알렉산더 대왕(알렉산드로스 3세 메가스)도 어려서부터 크세노폰의 《키루스의 교육》을 읽으면서 키루스를 존경했다고 한다. 크세노폰은 키루스를 전쟁, 통치, 능력의 영웅이라고 표현하고 있다. 알렉산더가 키루스의 무덤을 방문했을 때, 존경의 의미로 키루스 왕의 무덤을 잘 꾸몄다고 한다.[6]
- Patrick Hunt 교수는 키루스에 대하여 "만약 오래 전부터 위대한 인물을 꼽으라고 한다면, '키루스 대제'이야말로 '대제'이라는 수식어를 붙일 수 있는 몇 안되는 왕이 될 것이다. 키루스 대제는 그 당시 고대 제국이 볼 수 있는 세계 중에서 가장 큰 제국을 건설한 위대한 왕이기 때문이다." 라고 하였다.

## 참고 문헌
1. ↑  Plutarch, Artaxerxes 1. 3  보관됨 2011-06-29 - 웨이백 머신; Photius, Epitome of Ctesias' Persica 52  보관됨 2010-10-16 - 웨이백 머신
2. ↑  헤로도토스. 《역사》.
3. ↑  “성경은 사실이다 - 역사학을 통한 증거”. 2017년 2월 18일. 2019년 2월 21일에 확인함.
4. ↑  “[역사 속의 인물] 정복과 관용의 고대 페르시아 황제, 키루스 대제”. 2013년 10월 17일. 2019년 2월 21일에 확인함.
5. ↑  수정: 2016.04.08 10:25:02, 입력: 2016 04 07 10:28:01 (2016년 4월 8일). “키루스 대왕의 리더십··· 진정한 리더의 덕목은 뭘까”. 2019년 2월 21일에 확인함.
6. ↑  Wilcken, Ulrich; Borza, Eugene N. (1967). 《Alexander the Great》 (영어). W. W. Norton & Company. ISBN 9780393003819.

| 전임 아스티아게스 | 제1대 페르시아 제국 샤한샤 기원전 550년 - 기원전 530년 | 후임 캄비세스 2세 |